# Paul Gorman (cầu thủ bóng đá, sinh năm 1968)
Paul Michael Gorman (sinh ngày 18 tháng 9 năm 1968 ở Macclesfield) là một cầu thủ bóng đá người Anh thi đấu ở Football League, ở vị trí tiền đạo.